# Melanotaenia splendida inornata
Melanotaenia splendida inornata is een ondersoort van de straalvinnige vissen uit de familie van de regenboogvissen (Melanotaeniidae). De wetenschappelijke naam van de soort is voor het eerst geldig gepubliceerd in 1875 door Castelnau.